# Насу (посёлок)
Насу (яп. 那須町 Насу-мати) — посёлок в Японии, находящийся в уезде Насу префектуры Тотиги. Площадь посёлка составляет 372,31 км², население — 26 388 человек (1 июля 2014), плотность населения — 70,88 чел./км².
В Насу находится легендарный «камень-убийца» Сэссё-сэки и Музей конопли.

## Географическое положение
Посёлок расположен на острове Хонсю в префектуре Тотиги региона Канто. С ним граничат города Насусиобара, Отавара, Сиракава и село Нисиго.

## Население
Население посёлка составляет 26 388 человек (1 июля 2014), а плотность — 70,88 чел./км². Изменение численности населения с 1980 по 2005 годы:
| 1980 | 26 824 чел. |  |
| 1985 | 26 789 чел. |  |
| 1990 | 26 670 чел. |  |
| 1995 | 26 748 чел. |  |
| 2000 | 27 027 чел. |  |
| 2005 | 26 693 чел. |  |

## Символика
Деревом посёлка считается сосна, цветком — горечавка шероховатая, птицей — обыкновенная кукушка.